# August Sartori (Reeder)

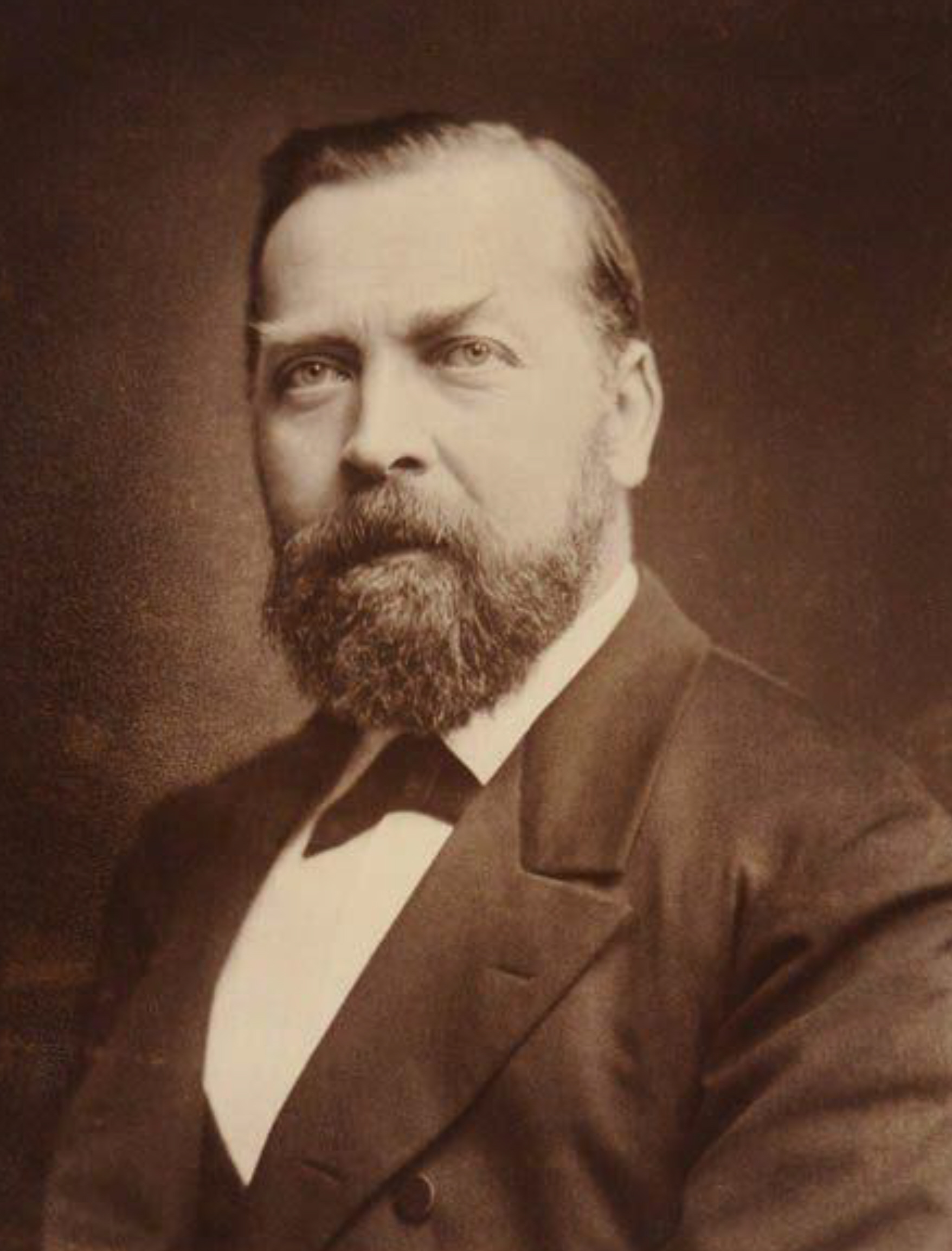
August Anton Heinrich Sartori

August Anton Heinrich Sartori (* 16. Juni 1837 in Lübeck; † 15. Oktober 1903 in Kiel) war ein deutscher Schiffsmakler, Reeder und Kommunalpolitiker.

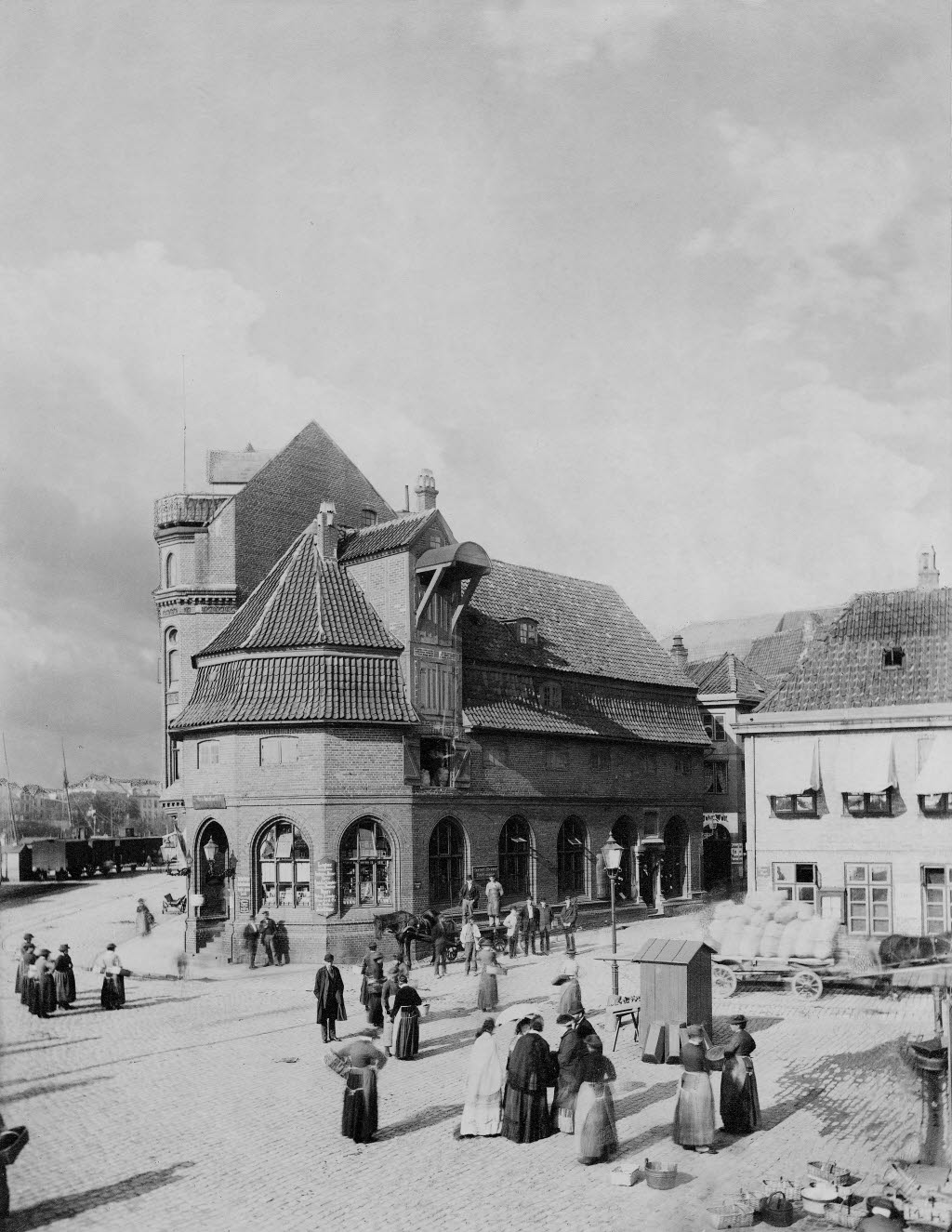
Alter Sartori-Speicher in Kiel, um 1880

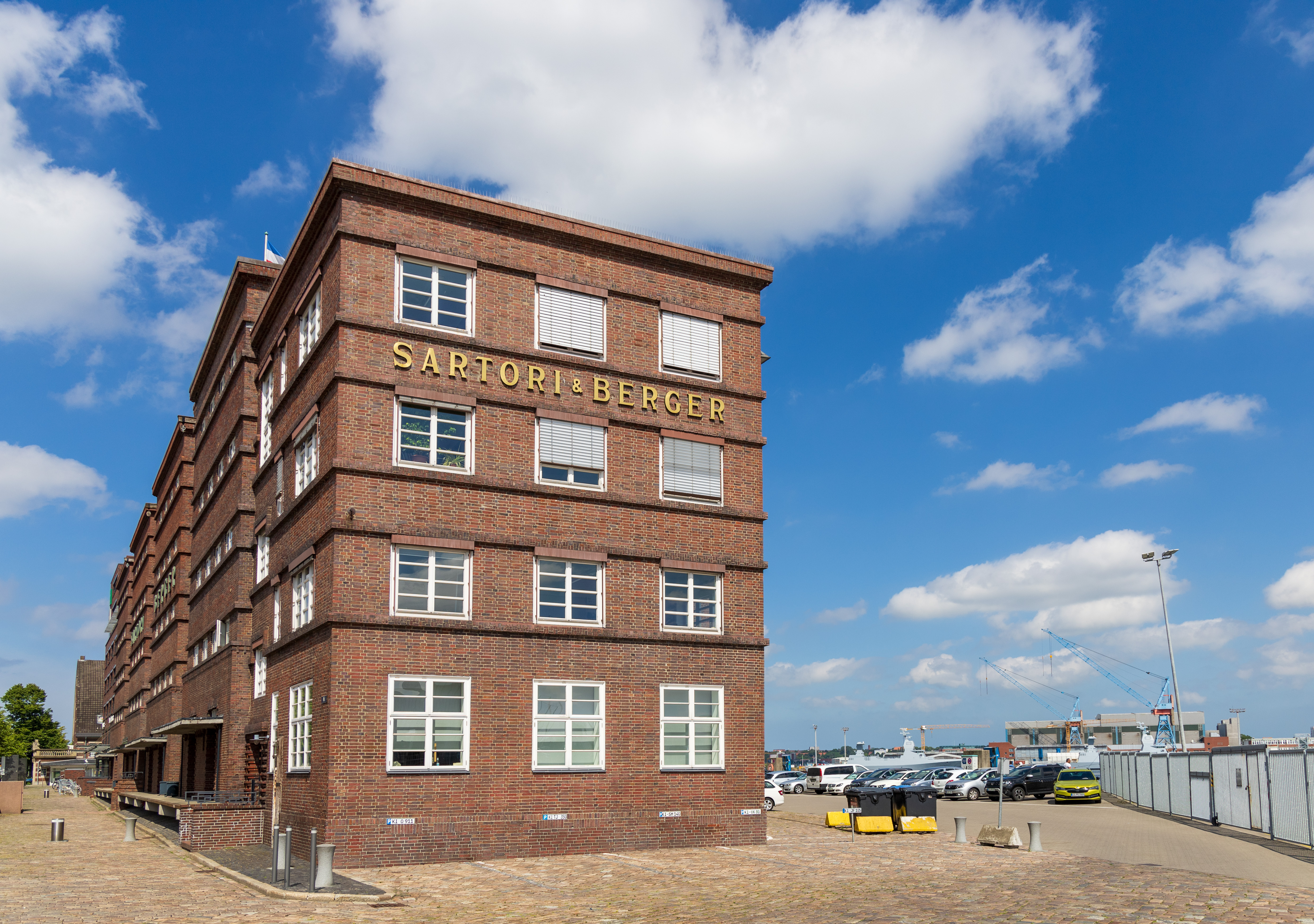
Das ehemalige Kontorhaus der größten Reederei Kiels Sartori & Berger beherbergt im Sartori-Speicher am Wall seit 2002/2003 sowohl das Landesamt für Denkmalpflege als auch die Schleswig-Holsteinische Landesbibliothek.

## Leben und Familie
Sartori war ein Sohn des Lübecker Lichtgießers Franz Wilhelm Martin Sartori (1800–1869) und dessen Ehefrau Metta Margarete Drewes (1804–1884). Die Brüder August Sartori (Pädagoge) und Theodor Sartori waren seine Cousins. Sartoris Großvater Franz war aus Breslau nach Lübeck übergesiedelt. Hier absolvierte der Enkel nach dem Schulbesuch ab 1852 eine dreijährige kaufmännische Lehre und ging 1855 nach Kiel. Im Jahre 1855 nahm er bei dem Schiffsmakler A. Voigt in Kiel eine Stellung an und erwarb 1859 das Bürgerrecht. 1860 heiratete Sartori Franziska Rodde. Beide Ehepartner stammten aus einfachen Verhältnissen. In den 12 Jahren ihrer Ehe wurden zwei Söhne und sechs Töchter geboren. 1872 starb seine Frau bei der Geburt des 8. Kindes. Sie wurde am 7. August 1872 auf dem Kieler Südfriedhof beigesetzt. Die auf ansteigendem Gelände errichtete Gruftkapelle zeigt in den malerisch komponierten Formen der Neugotik ein rotes Klinkermauerwerk, das durch dunkel glasierte Bänder effektvoll gegliedert wird. Es ist der älteste Gruftbau des Friedhofs.

## Berufliches Wirken
Mit dem Kaufmann Johann Albert Berger gründete er 1858 die Schiffsmaklerei und Spedition „Sartori & Berger“, die er ab 1862 allein weiter aufbaute. Das Unternehmen begann mit einem Segler, aber schon 1883 wurde das 50. Schiff in Fahrt gesetzt. 1868 konnte mit der von der Norddeutschen Schiffbau AG in Gaarden bei Kiel erbauten Holsatia das erste Dampfschiff in Dienst genommen werden. Später wurde Sartori Teilhaber der „Kieler Dockgesellschaft“. Sartori vertrat auch andere Reedereien und baute ein dichtes Liniennetz auf, das Kiel mit Göteborg, Stettin, Königsberg und Danzig verband. Im Einvernehmen mit dem Reichspostamt betrieb Sartori die Postdampferlinie Kiel-Korsör/Dänemark. Zur Versorgung der Unternehmen wurden ein großes Holzgeschäft und eine Kohlenhandlung erworben. 1896 gründete der erfolgreiche Reeder die „Neue Damper-Companie“ – wobei das niederdeutsche „Damper“ für Dampfer stand. Das Unternehmen fasste die Ausflugs-, Fähr- und Schleppschifffahrt in der Kieler Förde zusammen. In seinem Todesjahr 1903 war der Neubau 79 der Reederei in Dienst gestellt worden. Nachfolger in der Firmenleitung wurde sein Sohn August Ludwig Andreas. Die Spedition existiert als Agentur bis heute.

## Ehrenamtliches Engagement
Neben seiner Firma betätigte sich Sartori in der Kieler Handelskammer, die er 1871 mitgründete und der er von 1880 bis 1903 als Erster Vorsitzender angehörte. Außerdem war er von 1872 an Mitglied des Kieler Stadtverordneten-Kollegiums. Seit 1884 führte Sartori den „Deutschen Nautischen Verein“, gründete 1887 die „Nord-Ostsee-Zeitung“ und wurde 1891 Vorsitzender der Abteilung Kiel der „Deutschen Kolonialgesellschaft“. Als Kommunalpolitiker und Vorsitzender der Kieler Handelskammer und des Kieler Stadtverordneten-Kollegiums setzte er sich für den Bau des Nord-Ostsee-Kanals und den Ausbau des Hafens ein. Er fungierte als Konsul der Vereinigten Staaten von Amerika und als Vorstandsvorsitzender vieler Firmen und Vereine, darunter der 1865 ins Leben gerufenen Deutschen Gesellschaft zur Rettung Schiffbrüchiger. Er war Mitglied der Kieler Freimaurerloge Alma an der Ostsee. Für sein Wirken erhielt Kommerzienrat Sartori zahlreiche Orden und Auszeichnungen, etwa den Roten Adlerorden III. Klasse.

## Auszeichnungen
- Roter Adlerorden III. Klasse
- Kronenorden III. Klasse
- Verdienstorden vom Heiligen Michael III. Klasse
- Kommandeur II. Klasse des Wasaordens
- Konsularagent, später Konsul der USA in Kiel (1866–1899)
- preußischer Kommerzienrat (1885, Geheimer Kommerzienrat 1890).

## Werke
- Zur Geschichte des Deutschen Nautischen Vereins 1869–1898. Kiel 1898. Digitalisat

## Ehrungen
- In Kiel erinnert der Sartorikai an den ehemaligen Schiffsmakler.[4]